# Samotni
Samotni (cz. Samotáři) – czeski komediodramat z 2000 roku w reżyserii Davida Ondříčka i według scenariusza Petra Zelenki.
Film otrzymał Nagrodę Publiczności na 16. Warszawskim Festiwalu Filmowym w 2000 roku. Na ekrany polskich kin wszedł 20 kwietnia 2001 roku. Zarówno w Czechach, jak i w Polsce zyskał status dzieła kultowego. Niekiedy nazywano go czeską odpowiedzią na Trainspotting.

## Fabuła
Słodko-gorzka opowieść o życiu siedmiorga dwudziestoparolatków mieszkających we współczesnej Pradze. Bohaterowie filmu próbują ułożyć sobie życie, nawiązać i utrzymać głębsze relacje, ale najczęściej spotyka ich srogie rozczarowanie i przejmująca samotność.

## Obsada
- Łabina Mitewska – Vesna
- Jitka Schneiderová – Hanka
- Saša Rašilov – Petr
- Jiří Macháček – Jakub
- Ivan Trojan – Ondřej
- Mikuláš Křen – Robert
- Dana Sedláková – Lenka
- Hana Maciuchová – matka Hanki
- František Němec – ojciec Hanki
- Emma Černá – matka Roberta
- Tatiana Vilhelmová – prostytutka
- Zdeněk Suchý – diler
- David Matásek – właściciel radia
- Petr Kasnar – magik
- Pavla Drtinová – dziewczyna w barze
- Petr Janiš – dziwny klient
- Robert Vlček – barman
- Ota Filip – taksówkarz
- Jana Gýrová – siostra oddziałowa
- Helena Brabcová – pielęgniarka
- Jan Nemejovský – profesor
- Zdeněk Dvořáček – ranny
- Jan P. Muchow – gitarzysta
- Kryštof Michal – wokalista
- Jaroslav Růžička – ochroniarz
- Jakub Kohák – ochroniarz[5]

## Produkcja
Okres zdjęciowy trwał 65 dni, co stanowiło całkiem sporo jak na standardy czeskiej kinematografii. Zdjęcia kręcono w Pradze.